# Назарян, Лена Рафаеловна
Лена Рафаеловна Назарян (арм. Լենա Ռաֆայելի Նազարյան; род. 9 марта 1983, Ереван) — армянский государственный деятель, депутат Национального собрания Армении VI, VII и VII созывов (2017-н. в.), заместитель председателя Национального собрания Армении (2019—2021).

## Биография
Родилась 9 марта 1983 года в Ереване, Армянская ССР, СССР.
В 2007 году окончила факультет журналистики Ереванского государственного университета, прошла годичный курс в Армянской школе журналистики. В 2014 году окончила Институт современного искусства в Ереване.
В 2005—2009 годах работала корреспондентом еженедельника «След», в 2008—2009 годах — корреспондентом исследовательского центра «Регион».
В 2009—2015 годах работала координатором избирательных программ в армянском отделении Transparency International.
В 2015—2016 годах работала координатором программы Американского университета Армении по мониторингу окружающей среды.
В 2008—2009 годах работала волонтёром в Румынии в рамках Европейской волонтёрской службы.
В 2013—2015 годах состояла в координационном совета общественного объединения «Гражданский договор», в 2015 году избрана заместителем председателя правления партии «Гражданский договор», с 2016 года — член правления партии.

### Депутат парламента
В 2017—2019 годах являлась депутатом Национального собрания Армении (НС РА) VI созыва. Была избрана от блока партий «Елк», входила в соответствующую фракцию, а в 2018—2019 годах возглавляла её. Входила в постоянную комиссию НС РА по вопросам территориального управления, местного самоуправления, сельского хозяйства и охраны природы.
В 2019—2021 годах являлась депутатом НС РА VII созыва. Была избрана по избирательному округу № 2 по территориальному избирательному списку блока партий «Мой шаг», взходила в его фракцию. Занимала должность заместителя председателя НС РА, входила в постоянную комиссию по защите прав человека и общественным вопросам.
С 2021 года является депутатом НС РА VIII созыва. Была избрана по общегосударственному избирательному списку партии «Гражданский договор», вошла в её фракцию. Входит в постоянные комиссии по труду и социальным вопросам и по внешним связям.

## Семья
Отец — армянский футболист Рафаэль Назарян.
Муж — председатель Комитета по управлению государственным имуществом Нарек Бабаян, есть сын Завен (род. 2020).

## Награды
- Премия «Свобода слова» (2013, Клуб журналистов «Аспарез»)[1].